# Arco de la libertad del pueblo ucraniano
El Arco de la Libertad del Pueblo Ucraniano (en ucraniano: Арка свободи українського народу, romanizado: Arka svobody ukraïnskoho narodu), conocido coloquialmente como «el yugo» (Ярмо, Yarmó), es un monumento de la era soviética situada a orillas del río Dniéper en Kiev, la capital de Ucrania.
Fue inaugurado en 1982 para conmemorar el 60.º aniversario de la Unión Soviética y los 1500 años de la ciudad de Kiev. En abril de 2022, durante la invasión rusa de Ucrania, se desmanteló una parte del monumento, una estatua bajo el arco que representaba a un trabajador ruso junto a otro ucraniano.

## Descripción
El Arco de la Libertad del Pueblo Ucraniano, anteriormente conocido como Arco de la Amistad de los Pueblos, fue construido en 1982 por el escultor A. Skóblikov y los arquitectos I. Ivánov, S. Mirgorodski y K. Sídorov. Consta de tres elementos esculturales:
- un arco de 50 m de diámetro y 35 m de altura, construido en una aleación de titanio;[3]
- una estela de granito que representa el tratado de Pereyáslav de 1654;[3]
- y una estatua de bronce que representa a dos trabajadores, uno ucraniano y otro ruso, que sujetan la Orden de la Amistad de los Pueblos.[3]

## Ubicación
El arco se encuentra próximo a la ribera derecha del río Dniéper, junto al complejo de edificios de la Filarmónica Nacional de Ucrania en el parque Jreshchati (Хрещатий парк), el cual durante la era soviética se llamaba parque de los Pioneros. En sus proximidades hay una explanada desde la que se puede contemplar los distritos kievitas de Troieshchyna, Podil y Obolón.[cita requerida]

## Historia

### Inauguración
El monumento fue inaugurado por el primer secretario del Partido Comunista Volodímir Shcherbitski[cita requerida] el 7 de noviembre de 1982 para conmemorar el 60.º aniversario de la Unión Soviética y los 1500 años de la ciudad de Kiev. Aunque la Unión Soviética fue proclamada el 30 de diciembre de 1922, el 7 de noviembre de 1982 era el 65.º aniversario de la Revolución de Octubre de 1917. El monumento fue inaugurado junto con la filial kievita del Museo Central de Lenin, que en la actualidad es la Casa Ucraniana.

### Desmantelamiento
El 20 de mayo de 2016, el ministro de Cultura Yevhén Nyshchuk anunció sus planes de desmantelar el arco como consecuencia de las leyes de descomunización. En su lugar, se planteó colocar un monumento en memoria de los veteranos de la guerra del Dombás.
Para el Festival de la Canción de Eurovisión 2017, se pintó el arco con los colores del arcoíris y se renombró como el «Arco de la Diversidad», aunque el Sector Derecho y Svoboda denunciaron esta decoración, calificándola de propaganda LGTB oculta. Por su parte, los promotores del Orgullo LGTB de Kiev recurrieron al monumento, pintado con los colores del arcoíris, como logotipo y símbolo del Orgullo.
En 2018, un grupo de activistas por los derechos humanos pintó lo que parecía una grieta en la parte superior del arco para representar el deterioro de las relaciones entre Rusia y Ucrania y para denunciar la ocupación rusa de Crimea y del Dombás y la detención de ciudadanos ucranianos por motivos políticos.
El 25 de abril de 2022, durante la invasión rusa de Ucrania, el alcalde de Kiev, Vitali Klitschkó, anunció el desmantelamiento de la parte escultural del monumento y el renombramiento del arco, que además quedaría iluminado con los colores de la bandera de Ucrania. Klitschkó propuso al Consejo Municipal de Kiev rebautizar el arco como Arco de la Libertad del Pueblo Ucraniano (Арку свободи українського народу).
El 26 de abril de 2022, durante el desmantelamiento de la estatua de bronce, se cayó la cabeza de una de las figuras humanas que conformaban la estatua.

## Galería

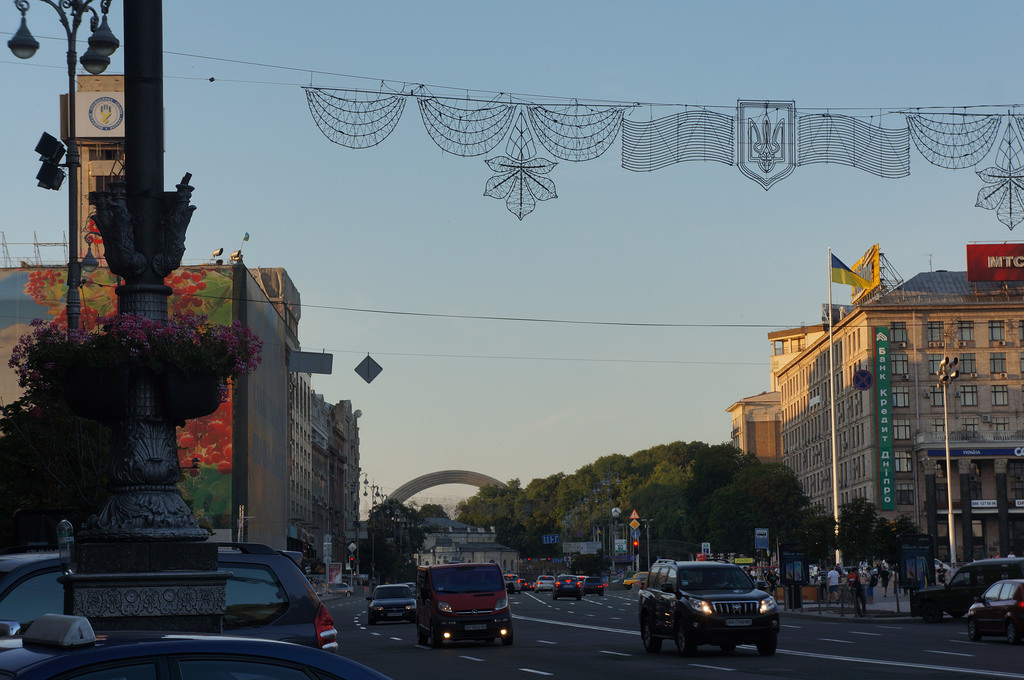
El monumento, visto desde la plaza de la Independencia en 2015.
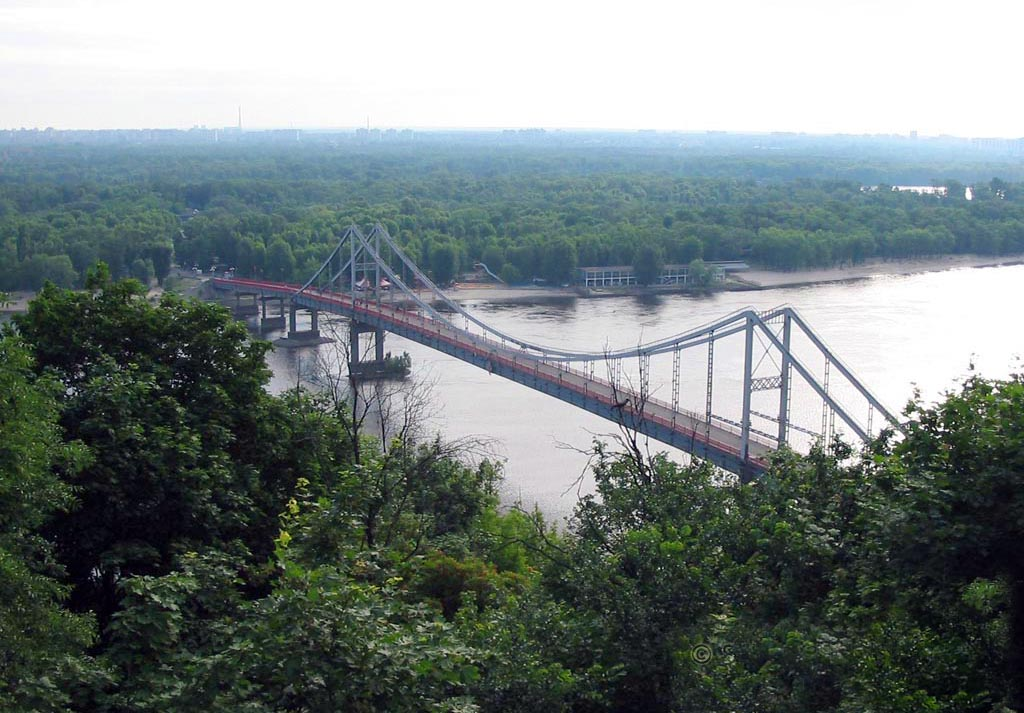
Puente del Parque.